# 善國寺
35°42′05″N 139°44′22″E / 35.701527°N 139.739457°E
善國寺（ぜんこくじ）是位於日本東京都新宿區神楽坂的日蓮宗寺院，通稱「神樂坂毘沙門天」、「神樂坂的毘沙門大人」等。舊本山是大本山池上本門寺的鎮護山善國寺。開基為德川家康，開山為日惺上人。正式名稱是善「國（页面存档备份，存于）」寺。

## 沿革
安土桃山時代文禄4年（1595年），由池上本門寺第12代貫主日惺上人創立於馬喰町。由於常受到火災影響，遂播遷至麹町，於寛政5年（1793年）搬移至現在的位置。本尊的毘沙門天自江戶時代開始，便以「神樂坂的毘沙門大人」著稱，與芝正傳寺、淺草正法寺共同被稱為江戶三毘沙門。現在也是新宿山手七福神的其中之一。

## 境內
- 出世稻荷社

## 其他
由於鄰近神樂坂，不少在神樂坂拍攝的影劇皆有善國寺入鏡，例如二宮和也主演的敬啟、父親大人，也造成有不少粉絲遠道而來特地前往善國寺的盛況。

## 交通方式
- JR・地下鐵各線 飯田橋站徒歩8分
- 地下鐵東西線 神樂坂站徒歩7分
- 地下鉄大江戶線 牛込神樂坂駅徒歩7分

## 腳註
1. ↑  市ヶ谷経済新聞. . 2011-01-20  [2020-03-03]. （原始内容存档于2020-03-03）.

## 外部連結
- 毘沙門天 善國寺（官方網站）（页面存档备份，存于）